# Arne Legernes
Arne Legernes, né le 18 mai 1931 à Molde et mort le 14 août 2022, est un footballeur norvégien (milieu de terrain), devenu par la suite entraîneur de l'équipe nationale de Norvège.

## Biographie

### Carrière de joueur
Il joue pour le Molde FK de 1945 à 1953 avec ses frères Odd, Bjørn et Tore Legernes. Ingénieur en électricité, il étudie à Trondheim où il joue avec l'équipe de Freidig avec laquelle il évolue en première division. Il revient ensuite à Molde. Le travail l'emmène ensuite à Larvik (mai 1958). Il termine sa carrière avec le club de Larvik Turn IF.  
De 1955 à 1961, il est sélectionné dans l'équipe de Norvège à 45 reprises.

### Carrière d'entraîneur
De 1966 à 1969, il vit dans le Setesdal avant de s'installer à Asker où il travaille dans l'entreprise Hydro. Avec Øyvind Johannessen il entraîne l'équipe nationale (1970-1971). Il entraîne à deux reprises le club de Stabæk (1970-1972, puis 1982). Il entraîne également l'équipe d'Asker et par deux fois l'équipe de Jevnaker (la dernière de 1984 à 1985).